# Thomas Emmrich
Thomas Emmrich, né le 21 juillet 1953 à Berlin-Est, est un ancien joueur de tennis est-allemand.
Il a la particularité d'être le seul joueur originaire d'Allemagne de l'Est à avoir été classé à l'ATP.

## Biographie
Thomas Emmrich est le père du joueur de tennis Martin Emmrich, vainqueur de 3 tournois ATP en double.
Très prometteur chez les juniors, il bat régulièrement des joueurs tels que Ivan Lendl, Tomáš Šmíd ou encore Wojtek Fibak. Selon Martina Navrátilová, sa petite amie de l'époque, il avait les qualités nécessaires pour pouvoir remporter Wimbledon.
L'Allemagne de l'Est a la particularité d'être le seul pays du bloc de l'Est n'autorisant pas ses joueurs à disputer des tournois à l'ouest, sous prétexte que le tennis n'est pas un sport olympique. C'est pourquoi Thomas Emmrich a dû se contenter de participer aux championnats est-allemands qu'il remporta 48 fois dont 17 en simple (le premier en 1970 et le dernier en 1988), et aux championnats d'Europe qui se déroulaient tous les deux ans dans un pays de l'Est. En 1977, il décroche une médaille d'argent à l'occasion des Universiade d'été. À cette époque, il tente de s'enfuir à l'ouest mais abandonne par crainte de représailles de la Stasi envers sa famille. En 1978, il s'installe à Magdebourg et obtient un diplôme d'ingénieur en génie électrique et un autre de professeur de sport.
En 1980, il a l'occasion de participer au modeste tournoi de Sofia, premier tournoi professionnel organisé à l'est, qui vient tout juste d'être promu sur le circuit ATP. Il abandonne au deuxième tour en simple mais se qualifie néanmoins pour la finale du double associé au soviétique Vadim Borisov. L'année suivante, il y passe facilement le premier tour avant de s'incliner contre Rick Meyer. En double, il atteint la finale en compagnie du tchécoslovaque Jiří Granát et dispose de la paire tête de série n°1 composée d'Ismail El Shafei et de Rick Meyer. En 1993, il fait une dernière apparition dans un tournoi professionnel lors des qualifications du tournoi Challenger d'Eisenach.
Âgé de 36 ans au moment de la chute du mur de Berlin et ne pouvant envisager une carrière professionnelle, il décide d'évoluer sur le circuit international senior. Il y rencontre un certain succès puisqu'il devient champion d'Europe et d'Allemagne à plusieurs reprises, ainsi que vice-champion du monde de double. Il atteint pour meilleurs classements une 7e place mondiale en simple dans la catégorie des plus de 55 ans en 2008 et une 2e en double dans celle des plus de 60 ans en 2014.
Devenu entraîneur dans des clubs d'Allemagne de l'Ouest, puis successivement gérant d'un complexe sportif, d'un centre de fitness et d'une pension en République Tchèque, il s'est ensuite installé à Hilden en 2010 en tant qu'entraîneur en chef. Il décide d'arrêter le tennis en 2016 pour raisons de santé et se consacre désormais au golf.

## Palmarès

### Titre en double messieurs
| No | Date       | Nom et lieu du tournoi | Catégorie  | Dotation | Surface         | Partenaire  | Finalistes                  | Score         |  |
| -- | ---------- | ---------------------- | ---------- | -------- | --------------- | ----------- | --------------------------- | ------------- |  |
| 1  | 14-12-1981 | Sofia Open Sofia       | Grand Prix | 50 000 $ | Moquette (int.) | Jiří Granát | Ismail El Shafei Rick Meyer | 7-6, 2-6, 6-4 |  |

### Finale en double messieurs
| No | Date       | Nom et lieu du tournoi | Catégorie  | Dotation | Surface         | Vainqueurs                          | Partenaire    | Score         |  |
| -- | ---------- | ---------------------- | ---------- | -------- | --------------- | ----------------------------------- | ------------- | ------------- |  |
| 1  | 15-12-1980 | Sofia Open Sofia       | Grand Prix | 75 000 $ | Moquette (int.) | Hartmut Kirchhubel Robert Reininger | Vadim Borisov | 4-6, 6-3, 6-4 |  |